# Cayo Romano
Cayo Romano är en ö i Kuba.   Den ligger i provinsen Provincia de Camagüey, i den östra delen av landet, 500 km öster om huvudstaden Havanna. Arean är 777 kvadratkilometer.